# Schiffskastell
Ein Schiffskastell bezeichnet einen Aufbau auf einem Schiff, der sich hauptsächlich auf historischen Segelkriegsschiffen befand und militärische Zwecke erfüllte.

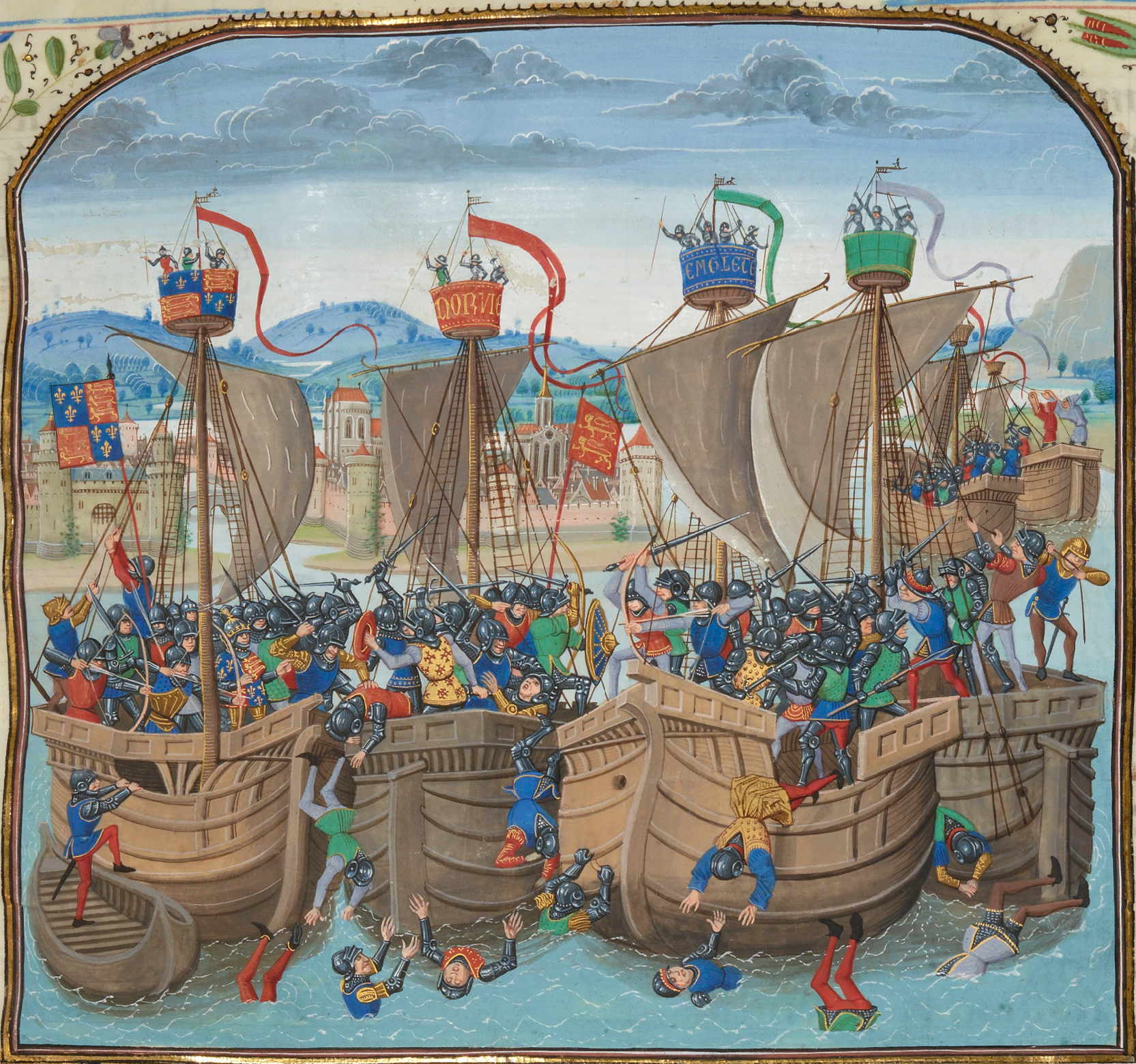
Beispiel für Heck-, Bug und Toppkastelle auf Schiffen; Buchmalerei in den Chroniques des französischen Geschichtsschreibers Jean Froissart (um 1337 – um 1405)

Im heutigen Sprachgebrauch bezeichnet der englische Begriff forecastle, der ursprünglich für Bugkastell oder „vorderes Kastell“ steht, das Vorschiff bzw. die Back, auch wenn sich auf Schiffen der Gegenwart dort kein Kastell im eigentlichen Wortsinn mehr befindet.

## Aufbau
Es gab auf einem solchen historischen Segelkriegsschiff bis zu drei Kastellarten:
- Bugkastell – ein Kastell, das auf den Bug eines Schiffs aufgesetzt war (vergl. Back)
- Heckkastell – ein Kastell, das auf das Heck eines Schiffs aufgesetzt oder in dieses integriert war
- Mastkastell (auch Toppkastell oder Mars) – ein Kastell, das überwiegend im 13. Jahrhundert an einem Schiffsmast befestigt war und bis in die frühe Neuzeit hinein durch die so genannte Soldatenplattform ersetzt wurde.

Ursprünglich wurden die unterschiedlichen Kastelle (außer Mastkastell) auf einem Schiff als erhobene Plattform (z. B. in Form von Türmen) für Bogenschützen entwickelt, um gegnerische Schiffe von einer erhöhten Position aus bekämpfen zu können. Im Laufe der Zeit wurden diese Plattformen immer mehr befestigt, so dass sich daraus schließlich eine befestigungsähnliche Anlage, ähnlich der eines Forts, ergab.
Abgesehen vom Mastkastell, das überwiegend als Angriffseinrichtung konstruiert wurde, diente ein Schiffskastell somit als defensive Befestigungs- und Wehranlage auf einem Schiff, um sich Angreifern erwehren zu können, die das eigene Schiff entern wollten.
Die Schiffskastelle unterliefen dabei verschiedene Entwicklungsstufen. Spätestens als Kanonen die Bogenschützen und Geschützfeuer das Rammmanöver mit anschließendem Entergefecht ersetzten, wurde das Bugkastell nicht mehr in dem damaligen Ausmaß benötigt und schließlich während des 16. Jahrhunderts erheblich reduziert. Spätere Schiffe wie Galeonen benötigten somit kein wuchtiges Bugkastell mehr, so dass dieses in der Regel auf ein einstöckiges, in den Schiffskörper integriertes Deck reduziert wurde.

## Geschichte

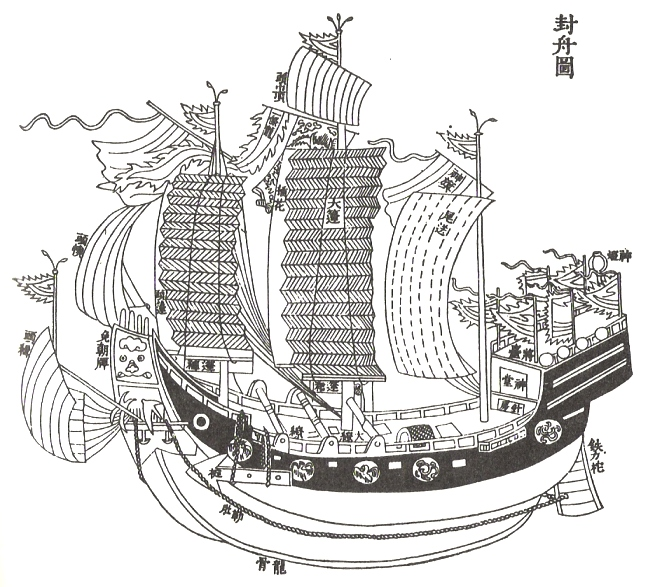
Zeichnung einer Dschunke mit „aufgesetztem“ Heckkastell

Die ersten bekannten Kastelle auf Schiffen befanden sich nach heutigen Erkenntnissen auf mit Rammspornen ausgerüsteten Ruderschiffen des römischen Reichs, wenngleich diese eher hölzernen Türmen glichen als einer Festung. Teilweise mit zwei Türmen ausgestattet, konnten Bogenschützen den Gegner von erhöhter Position aus bekämpfen. Zur Zeit Gaius Iulius Caesars wurde zusätzlich ein Bugspriet installiert, an dem neben einem zusätzlichen Segel auch zusätzliche Klingenreihen installiert werden konnten, so dass bei einem missglückten Rammmanöver zumindest das gegnerische Schiff enttakelt und somit bewegungsunfähig gemacht werden konnte. Zusätzlich wurden die Türme noch mit Katapulten und Ballisten ausgestattet, so dass es Caesar mit diesen schlagkräftigen Schiffen gelang, beispielsweise in England erfolgreich zu landen.
Auch die Wikinger bestückten bereits ab dem 8. Jahrhundert ihre Schiffe mit Bugkastellen. Auf dem Wandteppich von Bayeux sind die Langschiffe, mit denen die Normannen 1066 nach England eindrangen, mit befestigten Plattformen für Bogenschützen an beiden Schiffsenden abgebildet.

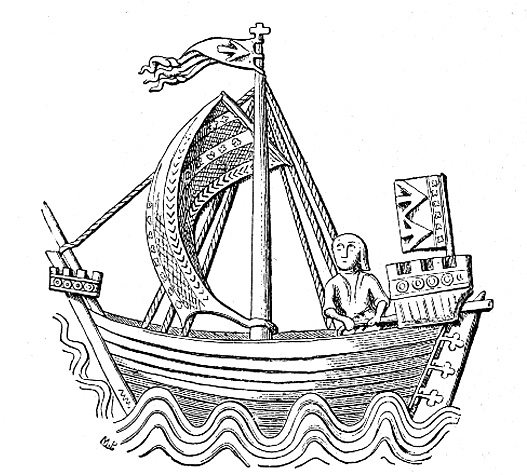
Abbild einer Kogge mit Heck- und Bugkastell auf dem Stadtsiegel von Stralsund

Die ersten Toppkastelle entstanden im 13. Jahrhundert an den Masten damaliger Kriegsschiffe, während die ersten kombinierten Bug- und Heckkastelle sich mit Beginn des 14. Jahrhunderts etablierten.
Teilweise wurden auf requirierten Handelsschiffen abnehmbare Kastelle installiert, die Bogenschützen und Schleudern Platz boten – zum Ende bestimmter Kriegsphasen wurden diese Kastelle wieder demontiert und weiter Handel betrieben. Im Laufe der Zeit wurden diese Kastelle mehr und mehr in die Schiffshülle integriert.
Im 15. Jahrhundert waren auf Galeonen im Heckkastell traditionell die Offiziere untergebracht, während im Bugkastell die angeworbenen Seeleute ihre Unterkunft hatten.

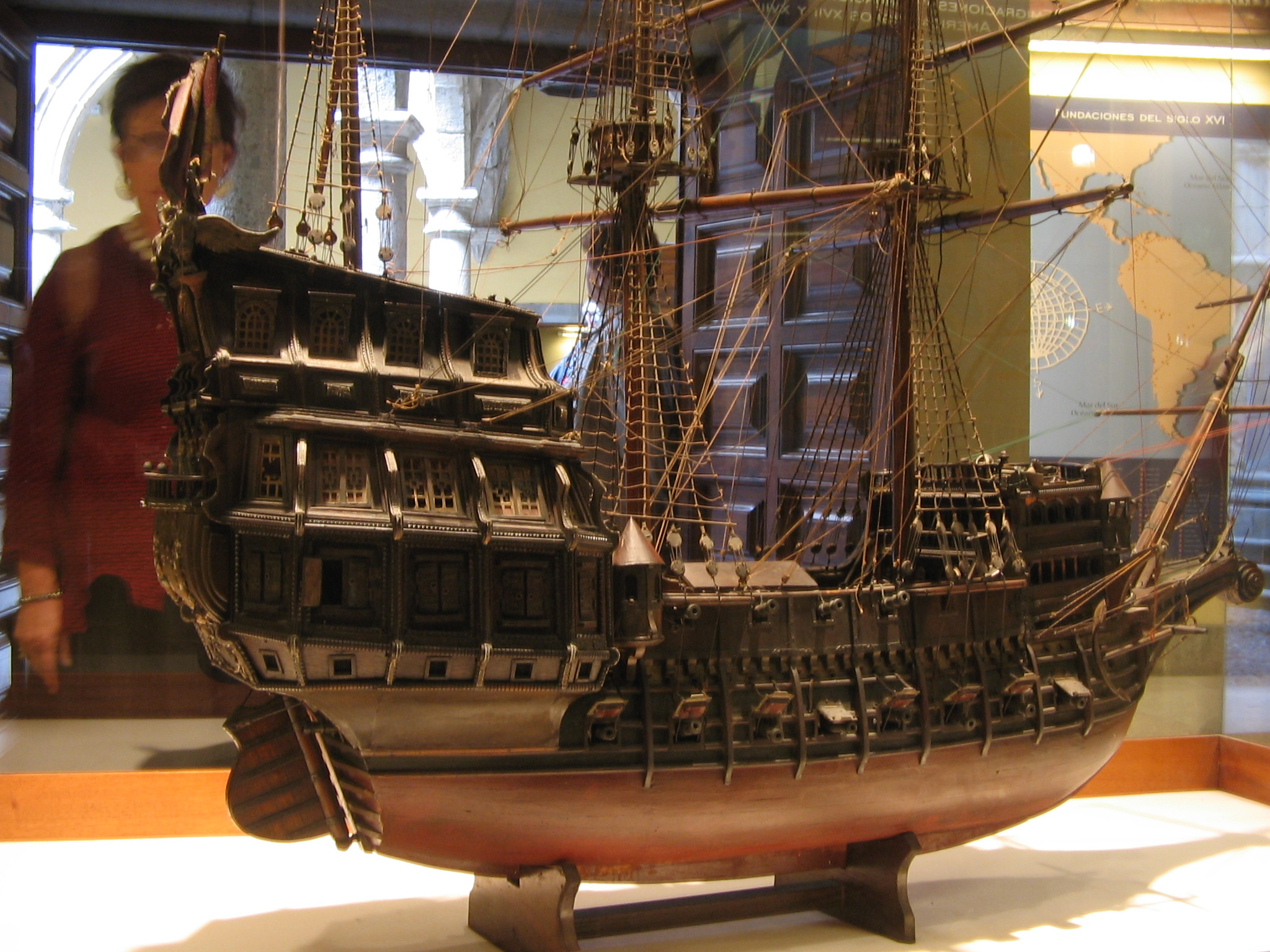
Schiffsmodell einer Karacke mit ausgeprägten Bug-, Heck- und Mastkastell. Der vordere Aufbau erzeugte ungünstige Segeleigenschaften bei stärkeren Winden

Im gleichen Jahrhundert verschwand zusehends das Bugkastell fast völlig von den Kriegsschiffen, da es die Seetüchtigkeit eines Segelschiffes stark negativ beeinflusste: Da das Bugkastell z. B. auf einer Karacke mehrere Stockwerke umfasste, hatte der Wind eine große Angriffsfläche, so dass die Manövrierfähigkeit bei kräftigem Wind stark eingeschränkt war. Die große Angriffsfläche für den Wind hatte den Effekt, dass das Vorderschiff stets nach Lee tendierte und somit das Segeln hart am Wind kaum möglich war. 1570 ging man dazu über, erheblich flachere Bugkastelle auf die Schiffe zu setzen.
Experimente damaliger englischer Schiffbauer ergaben zudem, dass Schiffe mit niedrigem Bug und hohem Heck wesentlich schneller und wendiger waren. Dem wurde Folge getragen und die neuen englischen Schiffe vorne flacher gemacht, was sich schließlich 1588 neben einigen anderen begünstigenden Faktoren für die Briten in der Schlacht gegen die Spanische Armada als Vorteil herausstellte.
Fortan bestimmte diese Schiffsbauweise die Meere und wurde bis ins späte 18. Jahrhundert beibehalten.